# خداحافظ به خداحافظی
خداحافظ به خداحافظی (انگلیسی: Goodbye to Goodbye؛‏ کره‌ای: 이별이 떠났다) یک مجموعه تلویزیونی محصول کره جنوبی سال ۲۰۱۸ با بازی چه شی را، جو بو آه، لی سونگ جه و لی جون یونگ است. این مجموعه بر پایه وب ناول با همین نام به نویسندگی سو جه وون و تصویرگری سال گو است که نخستین بار در سال ۲۰۱۷ در ناور منتشر شد. این مجموعه از ۲۶ مه تا ۴ اوت ۲۰۱۸، شنبه‌ها چهار قسمت در روز ساعت ۲۰:۴۵ تا ۲۳:۱۰ (کی‌اس‌تی) از ام‌بی‌سی پخش شد.

## خلاصه داستان
داستان با بارداری جونگ هیو (جو بو آه) آغاز می‌شود. هنگامی که او متوجه این موضوع می‌شود ابتدا تصمیم به سقط می‌گیرد اما پس از اتفاقاتی از تصمیم خود منصرف می‌شود. درحالی‌که همه با تصمیمش برای نگه داری کودک مخالفند، او به مادر دوست پسرش (چه شی را) پناه می‌برد.

## بازیگران
| نام         | کاراکتر      |
| ----------- | ------------ |
| چه شی را    | سو یونگ هی   |
| جو بو آه    | جونگ هیو     |
| لی سونگ جه  | هان سانگ جین |
| لی جون یونگ | هان مین سو   |

| نام           | کاراکتر      |
| ------------- | ------------ |
| جونگ هه یونگ  | کیم سه یونگ  |
| جونگ وونگ این | جونگ سو چول  |
| یانگ هی-کیونگ | کیم اوک جا   |
| کیم سان-هو    | مون جونگ وون |
| ها شی اون     | هان هی جین   |
| اوه‌ها نی      | لی آه این    |
| یو سو بین     | وو نام سیک   |
| جول رابرت     | بیکیلا       |
| شین بی        | هان یو یون   |